# 5 Brygada Kawalerii (Carstwo Bułgarii)
5 Brygada Kawalerii (bułg. Пета конна бригада) – bułgarski związek taktyczny okresu Trzeciego Carstwa.

## Formowanie
Wiosną 1916 przeprowadzona została reorganizacja jednostek bułgarskiej kawalerii. Na początku kwietnia 1916 podjęto decyzję o rozformowaniu Dywizji Kawalerii i sformowaniu w jej miejsce 1 Dywizji Kawalerii i 2 Dywizji Kawalerii. W tym czasie dla potrzeb 1 DK sformowano nową 5 Brygadę Kawalerii.